# Gentiana delicata
Gentiana delicata är en gentianaväxtart som beskrevs av Henry Fletcher Hance. Gentiana delicata ingår i släktet gentianor, och familjen gentianaväxter. Inga underarter finns listade i Catalogue of Life.